# Fattiggubbe

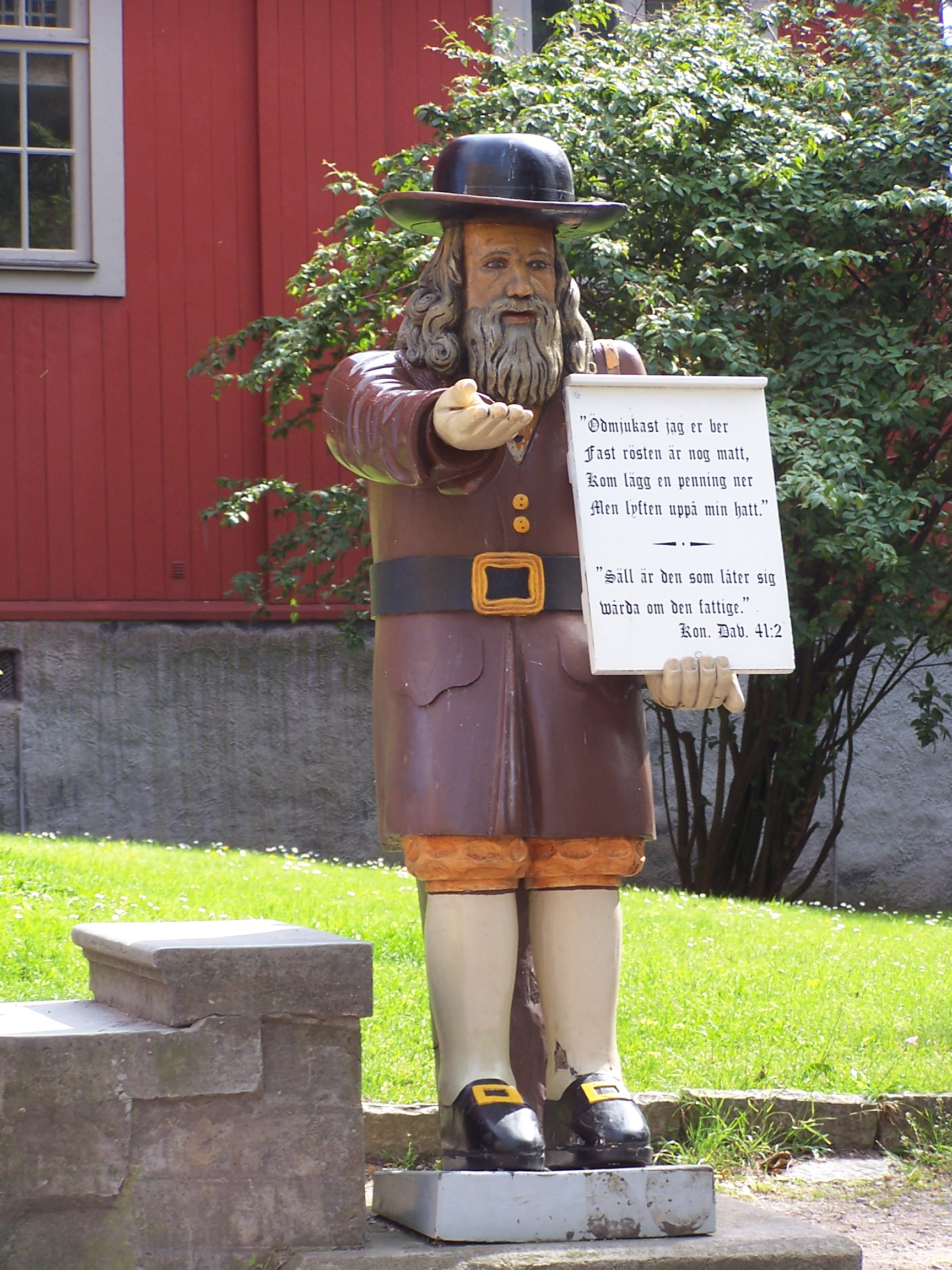
Fattiggubben Rosenbom i Karlskrona

Fattiggubbar är en form av träskulpturer som oftast hittas utanför kyrkor och som håller i en insamlingsbössa till förmån för de fattiga. Fattiggubbar är särskilt vanliga i Österbotten i Finland. Fattiggubbar kan jämföras med fattigbössor.

## Historia
Föregångarna hittar man i offerstocken, som kyrkan i Sverige bestämde att skulle finnas vid kyrkorna år 1343. Västerås riksdag 1527 avskaffade offerstockarna då man upplevde att de hade att göra med den katolska kyrkans avlatshandel. Det var kyrkans sak hjälpa de fattiga och stockarna hjälpte till samla in medel till hjälpen. Därför uppmanade drottning Kristina år 1649 att man på nytt skulle ha offerkistor vid kyrkorna.
Stockarna dekorerades tidigare med helgonbilder. Men Kyrkoordningen 1571 påbjöd att bilderna skulle avlägsnas. 
I Österbotten fanns det många skeppsbyggare. De som snidade galjonsfigurerna till skeppen var troligen också de som gjorde de första fattiggubbarna. Galjonsfigurerna uppfattades inte som helgonbilder och därför var det tillåtet att snida dem. Det skulle förklara varför de finns speciellt i Österbotten. Fattiggubbarna föreställer ofta en tiggande krigsinvalid, den andra varianten är mera lik en spelman. De första gjordes redan på 1600-talet men de flesta gjordes på 1800-talet. 
Det är inte osannolikt att det är österbottniska skeppsbyggare från Kronoby som tagit med sig den österbottniska traditionen till Karlskrona och byggt Rosenbom. Efter att verksamheten vid Cronholmens skeppsvarv koncentrerades till Karlskrona skulle socknen ännu förse Karlskrona med skeppstimmermän.

## Fattiggubbarna i Finland

### Tillverkning
Fattiggubben från Hauho kyrka tros vara den äldsta bevarade. Den är gjord i slutet av 1600-talet. Ungefär lika gammal är fattiggubben från Brahestad. Många gubbar kom  till i samband med eller strax efter Missväxtåren 1867-1869.

### Nuläget
Det finns cirka 108 fattiggubbar som ännu används i Finland. Pengar som sätts i fattiggubbarna används fortfarande för församlingarnas diakonala verksamhet. Några fattiggubbar tillbringar sin pensionärstid på museer t.ex. i  Österbottens museum finns Frantsila kyrkas fattiggubbe. Gubben från Hauho kyrka tros vara den äldsta bevarade. Den är gjord i slutet av 1600-talet. Ungefär lika gammal är fattiggubben från Brahestad.

#### Rädda fattiggubbarna
Man känner till att det funnits ungefär 180 fattiggubbar i Finland. En del har försvunnit, andra har blivit dåliga i väder och vind och sedan förstörts. Gubbarna har också blivit utsatta för skadegörelse vid rånförsök. Fattiggubben i Rautio försvann exempelvis från kapellets vägg 2012 och återfanns i maj 2013 vid en skogsväg i Kannus.
Trots att fattiggubbarna har uppskattats redan i början av 1900-talet har det saknats närmare konsthistoriska studier kring deras uppkomst och existens. Konstkritiker Otso Kantokorpi anser att det finns en beställning på grundforskning kring fattiggubbarna som uttryck för den folkliga konsten. Kantokorpi hävdar att fattiggubbarna skall räknas till denna konstform.
Vid det galleri som upprätthålls av Invalidstiftelsen Orton i Helsingfors föddes tanken på en förening med uppgift att rädda fattiggubbarna. Föreningen sprider information om gubbarnas kyrko-, socialpolitiska-, kultur- och konsthistoriska betydelse. Man vill också återuppliva traditionen med fattiggubbar och stöda restaureringen av dem. 
Sommaren 2013 ordnades en stor utställning av 42 fattiggubbar i Kerimäki kyrka. Delar av utställningen visades också i Vatikanen.

### Fattiggubbarna på frimärken
Posten i Finland publicerade en frimärksserie i oktober 2016 med sex frimärken med bilder av två fattiggubbar och en fattiggumma och deras hemkyrkor.

## Bilder på fattiggubbar

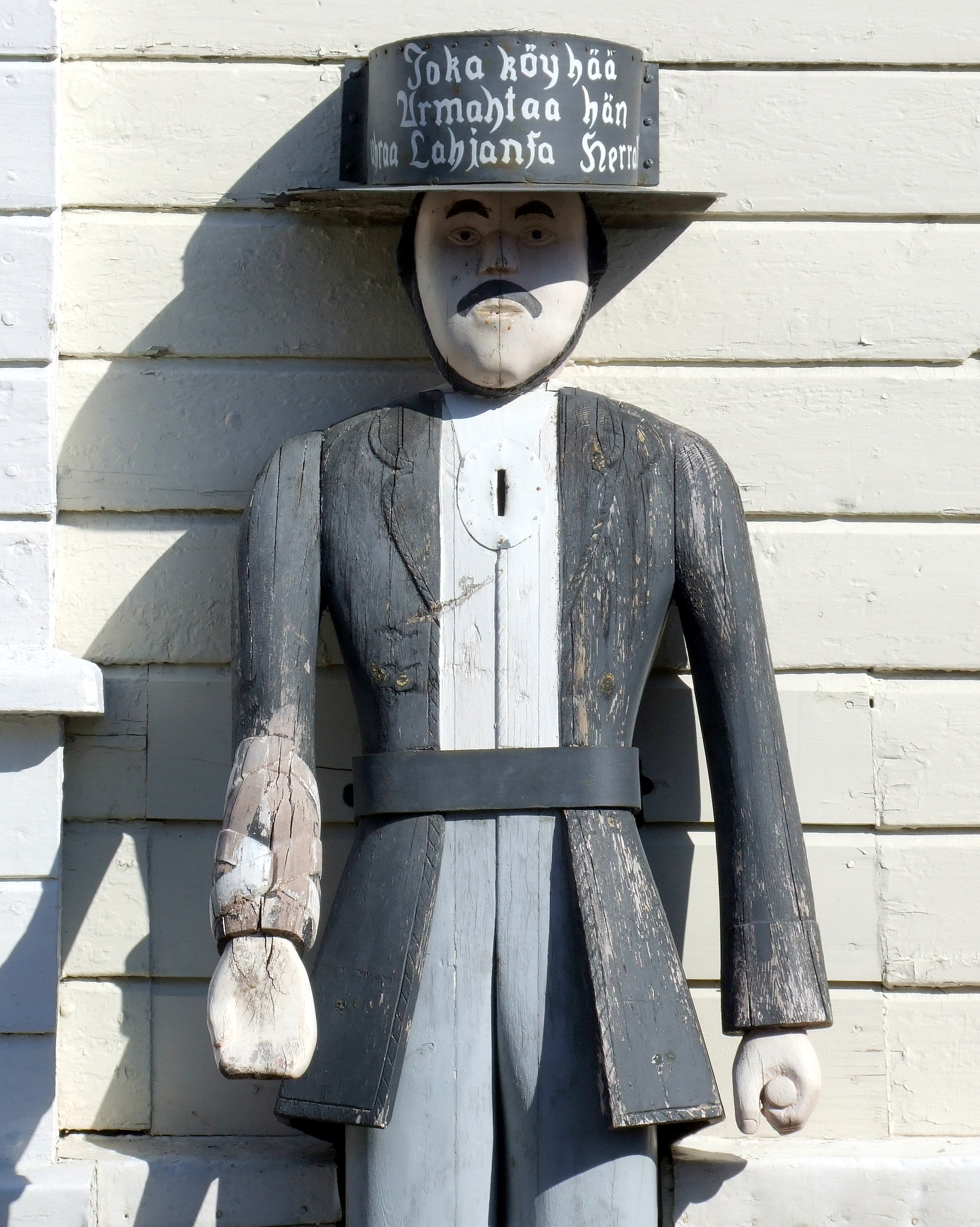
Haukipudas kyrka.
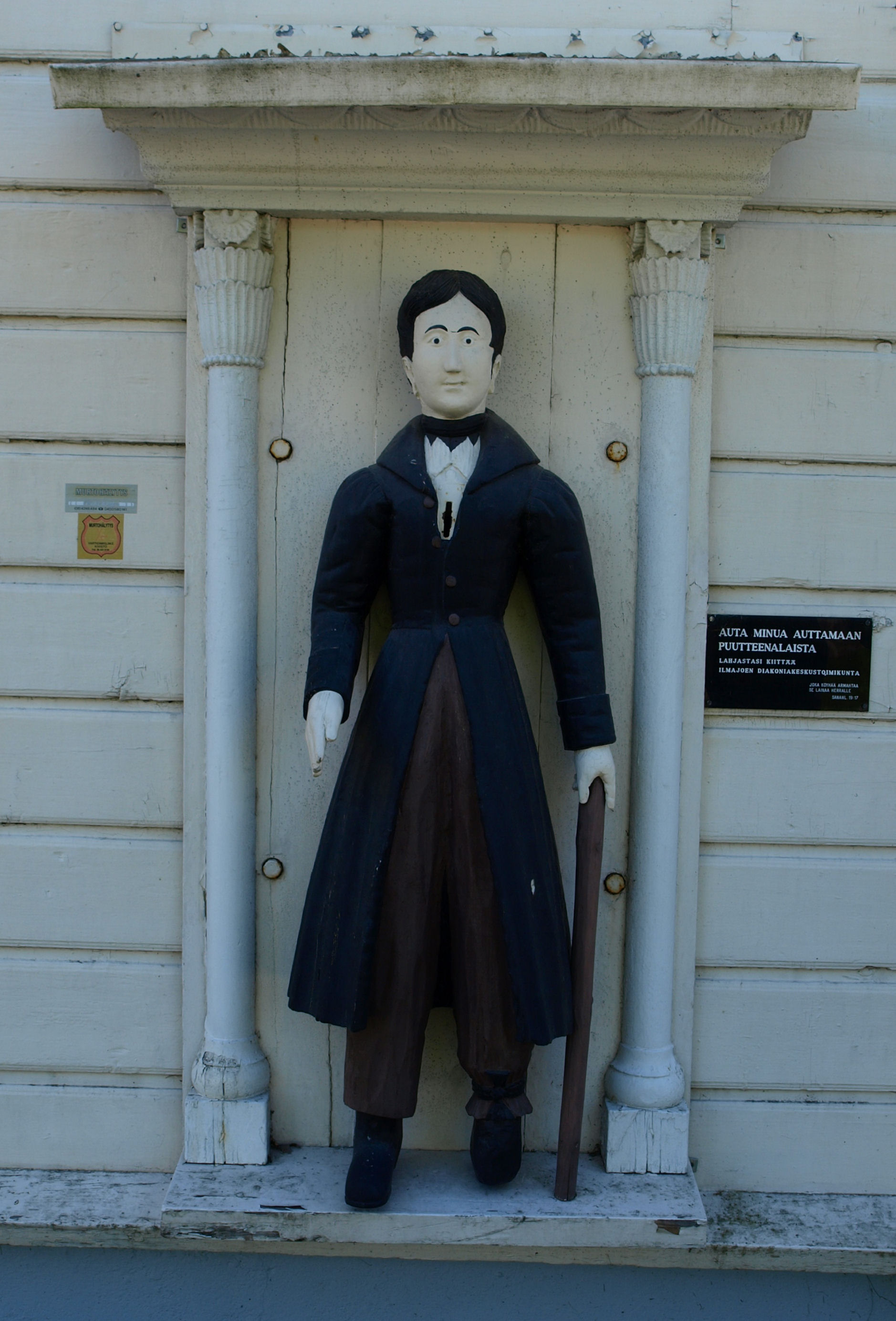
Ilmola kyrka.
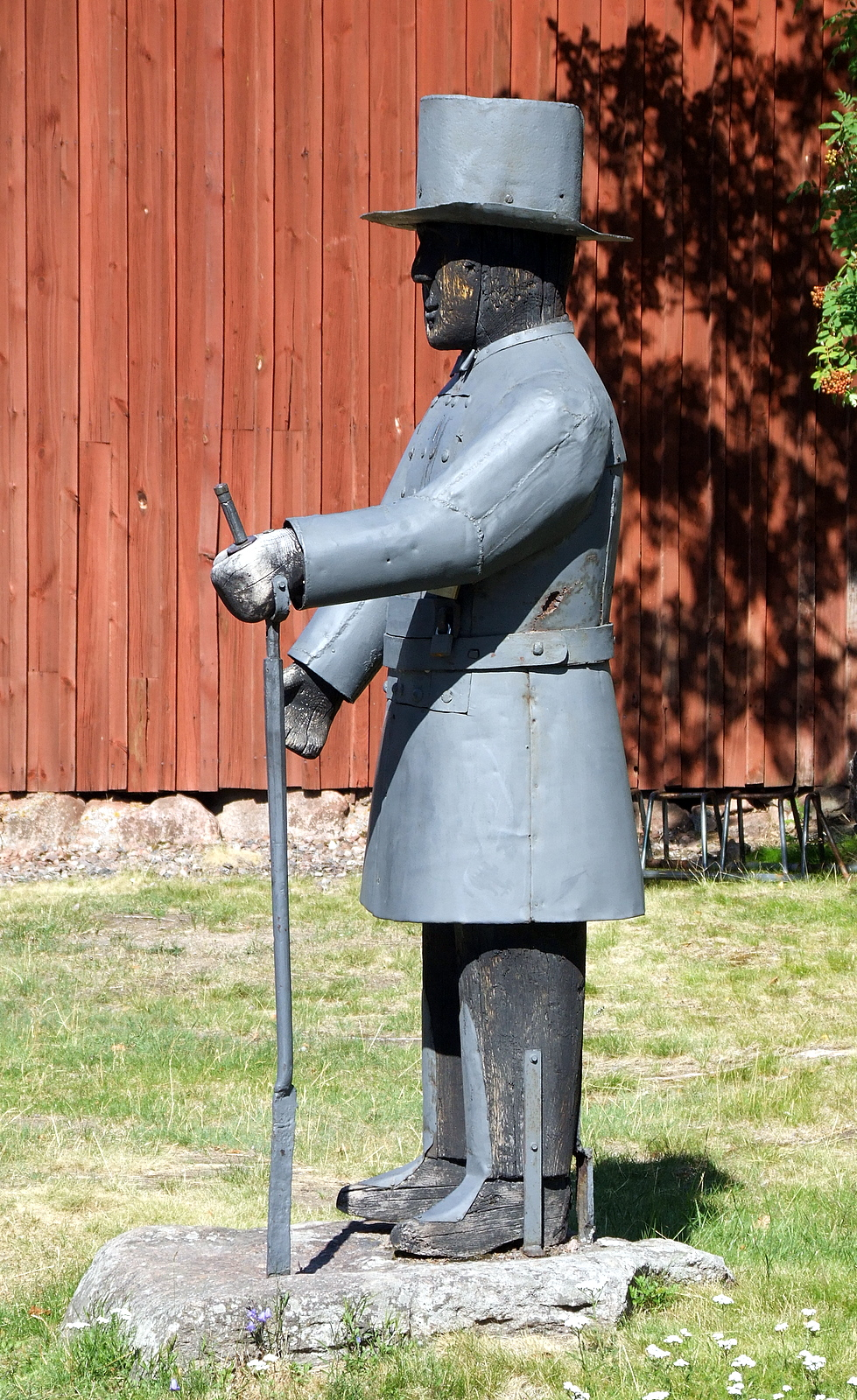
Temmes kyrka.
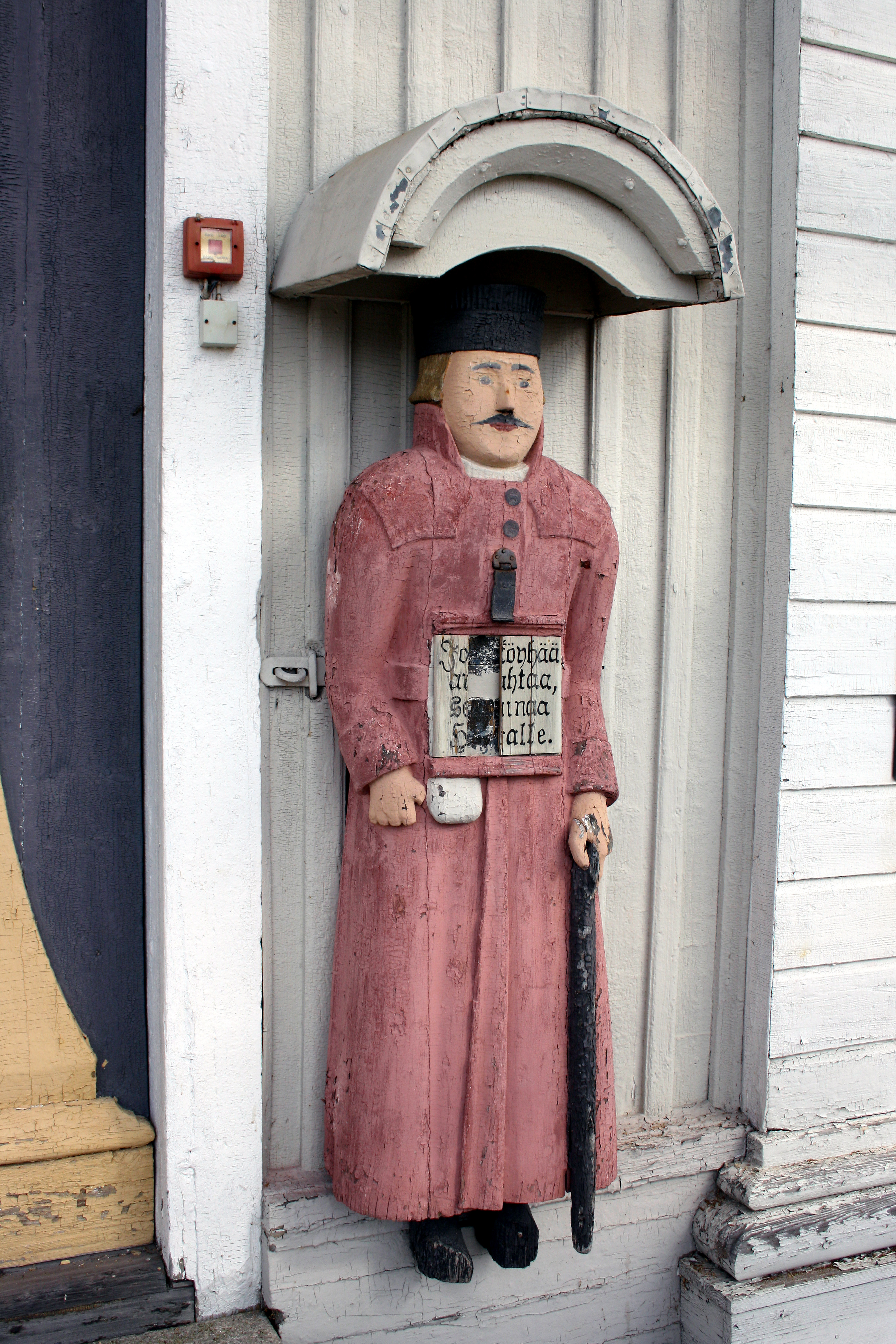
Kelviå kyrka.
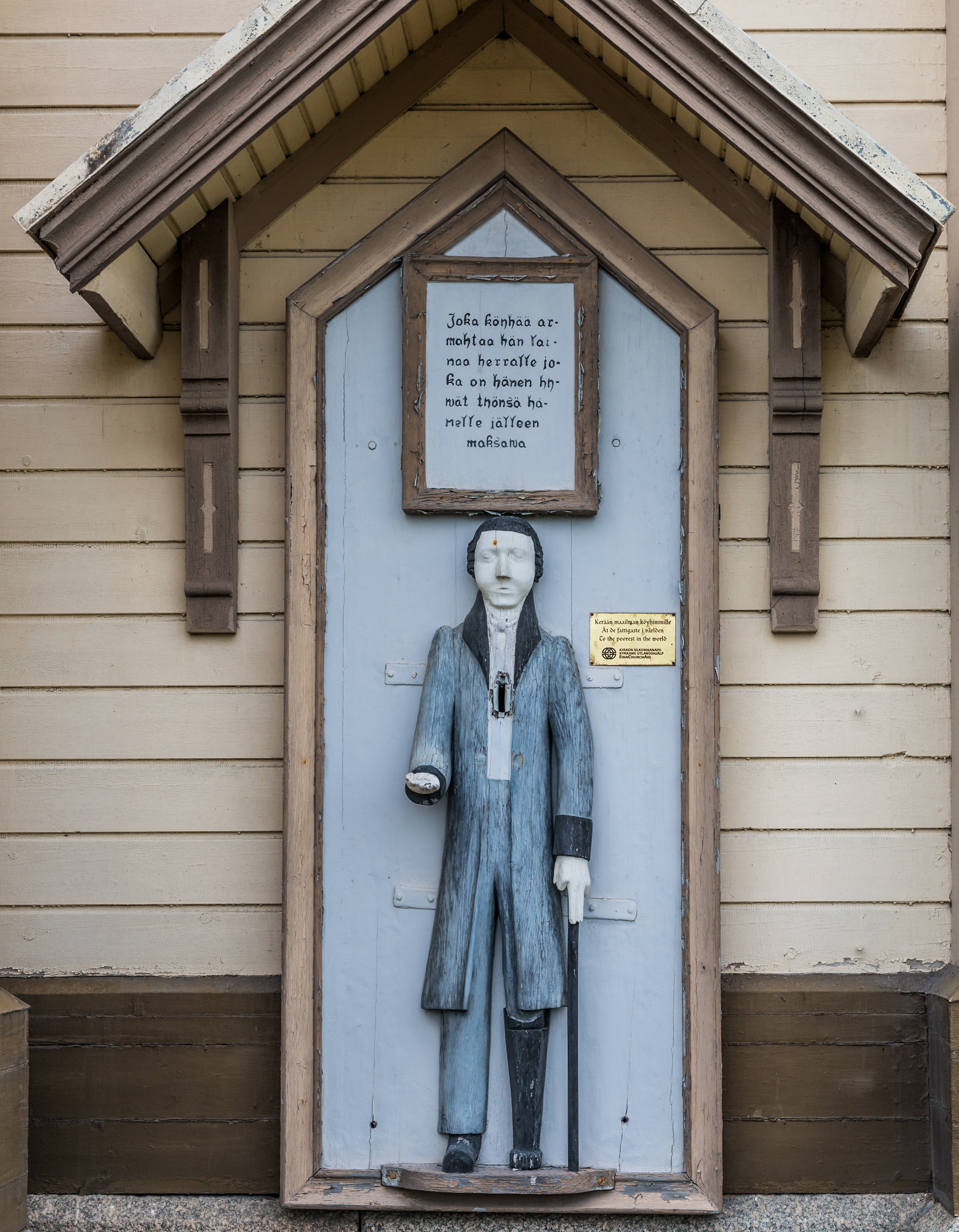
Peräseinäjoki kyrka